# 个人的即政治的
个人的即政治的，也被称为私人的即政治的，是一种政治论点，被用于1960年代后期学生运动和第二波女权主义的口号。在1960和1970年代女权运动的背景下，这是对核心家庭和家庭价值观的挑战.1970年，女权主义者卡罗尔·哈尼施发表了一篇题为“个人的即政治的”的文章，使该词广为流行，并多次被描述为第二波女权主义、激进女权主义、女性研究或女权主义的标志性特征。一些女性艺术家也把它作为一种基本理念运用于她们艺术作品中。

## 起源与含义
“个人的即政治的”这句话出现在1960年代后期的学生运动和第二波女权主义中。它强调了个人经历与更大的社会和政治结构之间的联系。在1960年代和1970年代女权运动的背景下，这是对核心家庭和家庭价值观的挑战。
女性对家庭主妇和母亲的角色不满意的想法被视为私人问题；然而，“个人的即政治的”强调女性的个人问题（例如性、育儿和女性不满足于家庭生活的想法）都是需要政治干预才能产生变化的政治问题。此外，该口号通过鼓励个人从政治角度思考个人经历，拥抱女性作为一个整体而超越个人身份的观念，而无论族群、种族、阶级、文化、婚姻状况、性取向和残疾与否。
第二波女权主义浪潮接受了这一口号，因为正是这一浪潮将女权主义问题带入了政治活动家的思考。女性为了追求不受制于父权制陷阱影响，掌握自己生活的主动权而远离她们的家庭角色。它改变了由男性完全控制自己家庭的情况，并挑战了完美顺从的妻子和母亲的观念。
1970年，女权主义者卡罗尔·哈尼施发表了一篇题为“个人的即政治的”的文章，1969年的文章使这句话流行起来，但她本人否认这句话的作者身份，她说：“据我所知，这是由收录文章的《第二年: 1970年妇女解放运动的笔记》论文集编辑 Shulie Firestone 和 Anne Koedt  （在 Kathie Sarachild 之后）将其作为引人注目的标题在早期印刷品中引入的”。根据克里·伯奇的说法，舒拉米斯·费尔斯通、罗宾·摩根和其他因创造这个词而受到赞誉的女权主义者也拒绝了作者身份。 “相反，”伯奇写道，“他们在公共和私人谈话中引用了数百万女性作为这句话的集体作者。” 格洛丽亚·斯泰纳姆将该短语的作者身份比作为“第二次世界大战”的始作俑者。
但这句话一再被描述为第二波女权主义、激进女权主义、女性研究或一般女权主义的定义特征。